# Murat Nurtileu

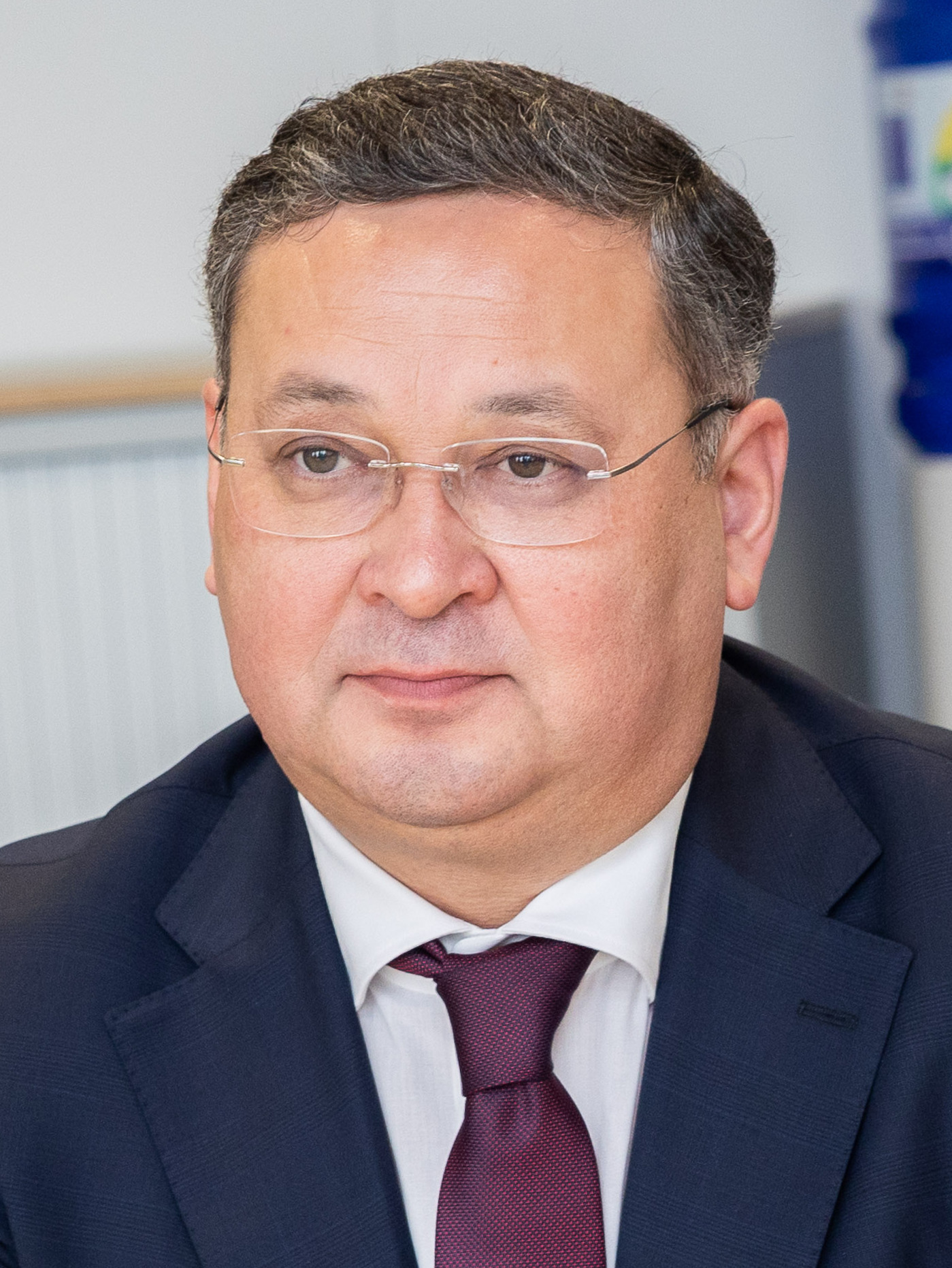
Murat Nurtileu (2023)

Murat Äbughaliuly Nurtileu (kasachisch Мұрат Әбуғалиұлы Нұртілеу, russisch Мурат Абугалиевич Нуртлеу Murat Abugalijewitsch Nurtleu; * 11. März 1976 in Alma-Ata, Kasachische SSR) ist ein kasachischer Politiker und Diplomat, der seit April 2023 das Amt des Außenministers von Kasachstan bekleidet. Zuvor war er Stabschef von Präsident Qassym-Schomart Toqajew.

## Leben
Murat Nurtileu wurde am 11. März 1976 in der Sowjetunion geboren. Er schloss sein Studium an der Kasachischen Nationaluniversität 1998 mit einem Diplom in Internationalen Beziehungen ab. Er spricht Kasachisch, Russisch, Englisch und Deutsch.
Von 1998 bis 2007 war er in verschiedenen Positionen im Außenministerium von Kasachstan tätig.
Von 2007 bis 2011 war er zunächst stellvertretender Vorsitzender, dann Vorsitzender des Senats der Republik Kasachstan.
Im Jahr 2011 kehrte er als Sonderbotschafter in das Außenministerium zurück. Im selben Jahr wurde er zum Direktor der Abteilung Asien und Afrika des Außenministeriums ernannt. Zwischen 2011 und 2014 war Nurtileu als Ministerberater an der Ständigen Vertretung Kasachstans bei den Vereinten Nationen und anderen internationalen Organisationen in Genf tätig.
Von 2014 bis 2016 arbeitete er als stellvertretender Leiter des Zentrums für Außenpolitik der Präsidialverwaltung.
Anschließend war er von 2016 bis 2019 Botschafter Kasachstans in der Republik Finnland und war ab 2017 gleichzeitig Botschafter in Estland.
Nurtileu wurde im März 2019 zum Berater des Präsidenten von Kasachstan ernannt. Von 2021 bis 2022 war er stellvertretender Stabschef des Präsidenten. Im Januar 2022 wurde Nurtileu zum ersten stellvertretenden Vorsitzenden des Nationalen Sicherheitsausschusses ernannt. Von 2022 bis 2023 war er dann Stabschef des Präsidenten von Kasachstan.
Am 3. April 2023 wurde er per Dekret des Präsidenten zum Außenminister und stellvertretenden Premierminister ernannt.

## Privatleben
Murat Nurtileu ist verheiratet und hat vier Kinder.

## Auszeichnungen
- Orden Kurmet[11]